# Charles J. Biddle
Charles J. Biddle est un as américain de la Première Guerre mondiale, né le 13 mai 1890 à Andalusia (Pennsylvanie) (en) et mort le 22 mars 1972 dans la même ville. Crédité de sept victoires aériennes au cours de la guerre, Biddle mène ensuite une carrière d'avocat.

## Biographie

### Origines et jeunesse
Charles Biddle naît le 13 mai 1890 à Andalusia (en), en Pennsylvanie, dans une famille de notables locaux. La ville tire directement son nom du domaine Andalusia (en), qui a appartenu à son grand-père, le financier Nicholas Biddle au début du XIXe siècle. En plus de ce financier, la famille Biddle (en) compte à cette époque l'officier de marine James Biddle. 

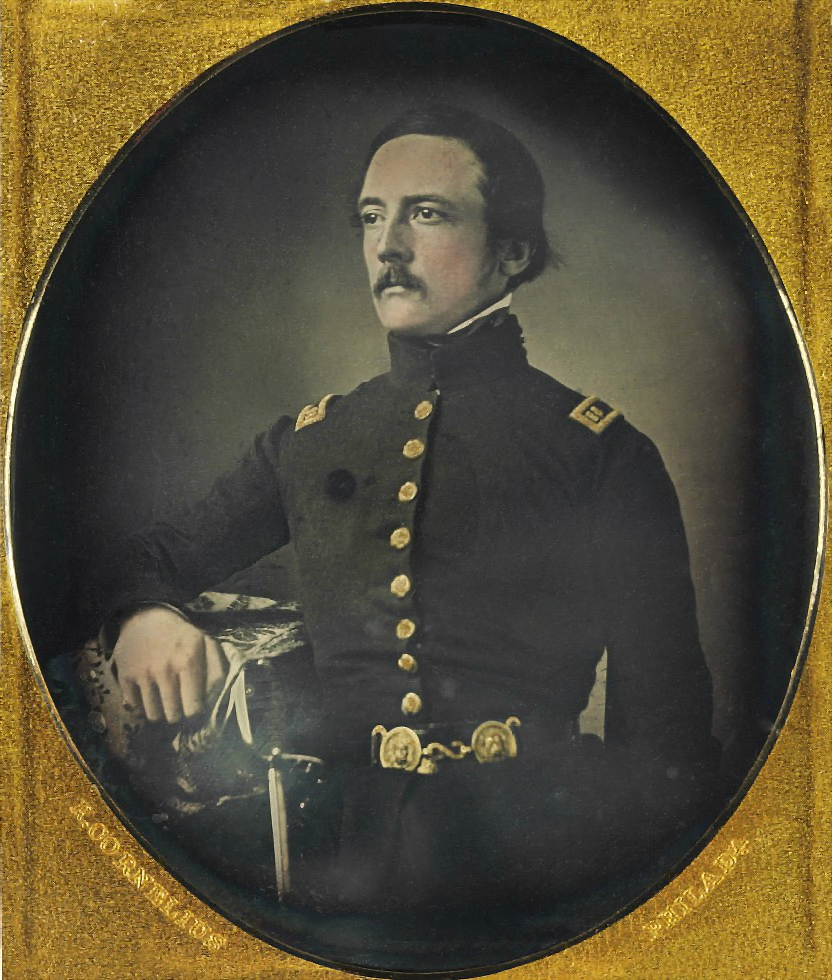
Charles John Biddle en uniforme de capitaine pendant la guerre américano-mexicaine, vers 1847.

Charles Biddle est le fils de Charles John Biddle (en), un juriste élu à la Chambre des représentants des États-Unis de 1861 à 1863 sous l'étiquette démocrate et qui occupe des postes dans l'armée américaine lors de la guerre américano-mexicaine et de la guerre de Sécession.
Comme d'autres membres de sa famille, Charles Biddle s'oriente vers une carrière juridique. En 1911, il est diplômé de droit à Princeton à 21 ans et d'Harvard trois ans plus tard. Au début de l'année 1914, il intègre le barreau de Pennsylvanie. Cependant, quelques années après le début de sa carrière d'avocat, Biddle décide de s'engager dans le Corps d'Aviation Lafayette (en), qui rassemble l'ensemble des volontaires américains venant combattre au sein de l'Aéronautique Militaire française.

### Première Guerre mondiale
Officiellement engagé dans l'armée de l'air française le 8 avril 1917, Charles Biddle intègre le 28 juillet l'escadrille SPA 73 (volant comme son nom l'indique sur des appareils SPAD). La SPA 73 fait alors partie du groupe de combat n°12 (GC12), plus connu sous le surnom d'Escadrille des Cigognes et qui rassemble les meilleurs pilotes français. Le commandant de l'escadrille, l'as français Albert Deulin, prend Biddle sous son aile pour lui apprendre les rudiments du combat aérien.
Biddle commence sa carrière de pilote sur SPAD S.VII sans remporter de victoire aérienne. Après être passé au SPAD S.XIII, il remporte le 5 décembre 1917 sa première victoire en abattant un biplace Albatros au-dessus de Langemark. Fritz Pauly et Ernst Sauter, les deux occupants de l'appareil du Flieger Abteilung 45 sont tués sur le coup. En janvier 1918, la SPA 73 est détachée du GC12 pour être intégrée au GC 19.

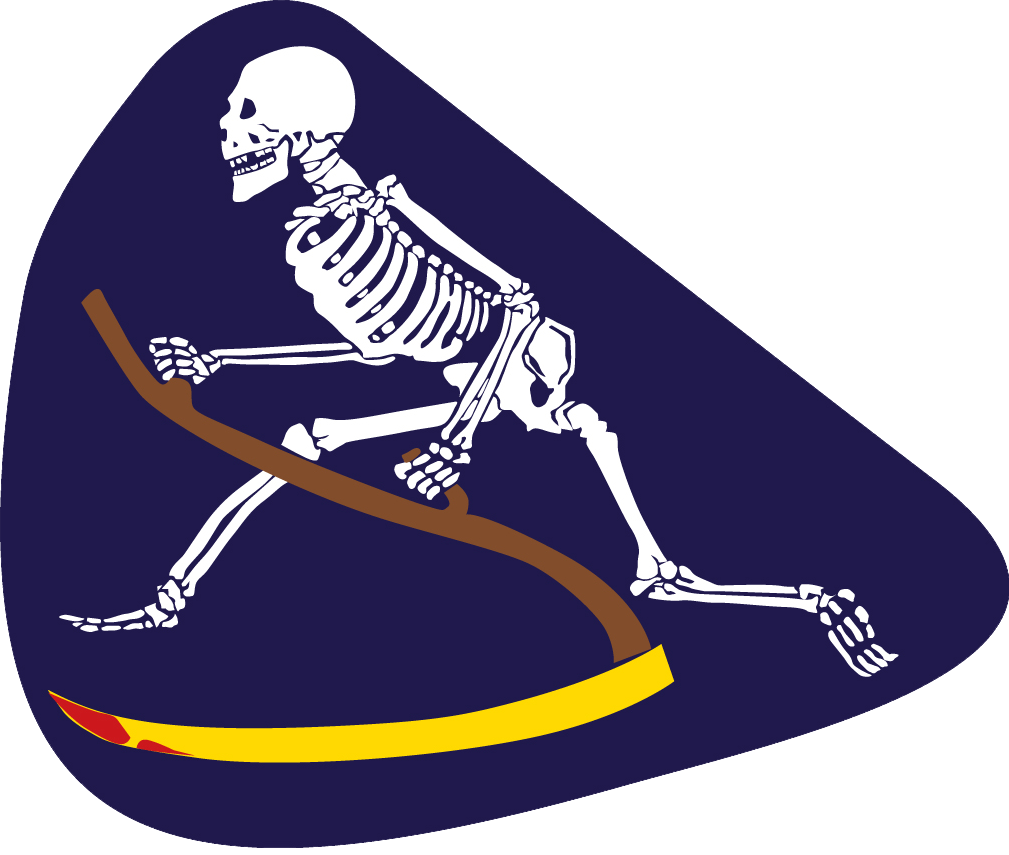
Oscar, l'emblème du.

Le 10 janvier 1918, Charles Biddle passe dans le 103rd Aero Squadron (en) de l'United States Army Air Service avec le grade de capitaine (l'escadrille est formée principalement à partir des pilotes de l'escadrille La Fayette). Le 12 avril 1918, il remporte sa deuxième victoire aérienne contre un Halberstadt CL.II près de Corbeny. Le 24 juin, après un mois de convalescence à la suite d'une blessure, Biddle est transféré au sein du 13th Aero Squadron (en) pour en prendre le commandement. Cette escadrille est surnommée The devil's own grim reapers (les faucheuses personnelles du Diable) en raison de leur mascotte Oscar, un squelette avec une faux.
Charles Biddle remporte deux nouvelles victoires aériennes le 1er août 1918 contre deux Albatros D.III près de Viéville-en-Haye. Le 16 du même mois, il intercepte un Rumpler C.IV volant régulièrement dans le secteur de Toul en se plaçant sur l'itinéraire de retour des Allemands. Alors que le biplace vole bas (peut-être pour économiser du carburant), Biddle l'attaque d'au-dessus et blesse mortellement l'observateur, Max Gröschel. Johann Eichner, le pilote, est forcé de poser son appareil intact dans les lignes alliées, et est capturé. Il s'agit de sa cinquième victoire confirmée, le seuil pour devenir un as.
Biddle remporte deux dernières victoires, les 26 septembre et 18 octobre, à chaque fois contre des Fokker D.VII. Peu de temps avant la fin de la guerre, il est mis à la tête du 4th Pursuit Group (en), qui rassemble les 17th (en), 25th (en), 141st (en) et 148th Aero Squadron (en). Il termine le conflit à cette position, sans avoir remporté d'autres victoires. Au cours de sa participation à la Première Guerre mondiale, Charles Biddle est décoré de la Distinguished Flying Cross américaine, de la Légion d'honneur, de la Croix de guerre avec quatre palmes ainsi que de l'Ordre de Léopold II.

### Après guerre
Charles Biddle retourne à sa carrière d'avocat après la fin des hostilités. Il rejoint en 1924 le cabinet d'avocat qui va devenir plus tard Faegre Drinker Biddle & Reath LLP (en), donc il devient officiellement associé l'année suivante. En 1924 également, Biddle reprend brièvement une fonction militaire, pour créer et organiser un escadron de chasse de la garde nationale de Pennsylvanie (en). Une fois l'unité organisée, il prend définitivement sa retraite militaire. 
Biddle défend contre l’État en 1948 trois veuves ayant perdu leur mari dans le crash d'un B-29 Superfortress. Cette affaire est la première dans laquelle le gouvernement américain invoque la sécurité nationale pour ne pas divulguer ses documents, car le B-29 effectuait lors de son crash des expériences de contrôle radar de drones militaires. L'affaire est réglée sans que le gouvernement ne fournisse de documents. Elle est cependant rouverte en 2003 par les familles des victimes de 1948, et le gouvernement invoque les mêmes raisons de sécurité nationale. La Cour suprême des États-Unis examine à cette occasion sa propre décision antérieure sur l'affaire et estime que l'utilisation du secret défense en 1948 est frauduleuse et a été utilisée pour dissimuler des négligences dans l'entretien de l'avion et la mauvaise formation de son équipage, les deux raisons du crash. 
Charles Biddle meurt le 22 mars 1972 à Andalusia, à l'âge de 81 ans.